# Catherine-Agathe de Ribeaupierre
Pour les articles homonymes, voir Ribeaupierre (homonymie).
Catherine-Agathe de Ribeaupierre (née le 15 juin 1648 à Ribeauvillé et morte le 16 juillet 1683 à Bischwiller) est une noble issue de la famille de Ribeaupierre. Mariée à Christian II de Birkenfeld-Bischwiller, elle fut comtesse palatine de Birkenfeld-Bischwiller et duchesse de Palatinat-Deux-Ponts, et permit à son époux d'obtenir le comté  de Ribeaupierre dont elle fut l'héritière.

## Biographie
Elle est la fille et l'héritière du comte Jean-Jacques de Ribeaupierre (1598-1673) et de son épouse Anne-Claudine de Salm-Kyrbourg (1615-1673). Elle grandit dans le comté de Ribeaupierre, en Haute-Alsace rattachée au royaume de France par les traités de Westphalie en 1648. Les possessions familiale intègrent alors la province d'Alsace nouvellement formée.
Catherine-Agathe se marie le 5 septembre 1667 à Ribeauvillé avec le comte palatin et duc Christian II de Birkenfeld-Bischwiller (1637-1717), fils du comte palatin Christian Ier de Birkenfeld-Bischwiller et de sa première épouse Madeleine-Catherine de Palatinat-Deux-Ponts. 
À la mort de son père le 28 juillet 1673, la lignée masculine des Ribeaupierre s’éteignit. En tant que roi de France, Louis XIV attribue l'intégralité des possessions familiales à Christian II, l'époux de Catherine-Agathe, qui les transmet à leurs descendants,.
Elle meurt le 16 juillet 1683 à l'âge de 35 ans à Bischwiller où elle est enterrée.

## Descendance
Catherine-Agathe et Christian II ont eu pour enfants, :
- Madeleine de Birkenfeld-Bischweiler, en 1689 elle épouse Philippe-Reinhard de Hanau-Münzenberg ;
- Louis de Birkenfeld-Bischweiler (1669-1670) ;
- Élisabeth de Birkenfeld-Bischweiler (1671-1672) ;
- Christine de Birkenfeld-Bischweiler (1671-1673) ;
- Charlotte de Birkenfeld-Bischweiler (1672-1672) ;
- Christian III de Deux-Ponts-Birkenfeld ;
- Louise de Birkenfeld-Bischweiler (1678-1753), en 1700 elle épouse Frédéric-Antoine-Ulrich de Waldeck-Pyrmont.